# Cincinnatia wekiwae
The wekiwa siltsnail hoặc wekiwa spring snail (Cincinnatia wekiwae)là một loài động vật chân bụng trong họ Hydrobiidae. Nó là loài đặc hữu của Hoa Kỳ.